# Прем'єр-ліга (Кенія)
Прем'єр-ліга (Кенія) (англ. Kenyan Premier League) — змагання з футболу з-поміж клубів Кенії, в ході якого визначається чемпіон країни й представники міжнародних клубних змагань. Перший розіграш Прем'єр-ліги стартував 1963 року. Комерційна назва турніру — SportPesa Прем'єр-ліга Кенії. «Гор Магія» — діючий чемпіон країни та найтитулованіший клуб Кенії (18 чемпіонських титулів у Прем'єр-лізі).

## Історія
Після постійних суперечок між тодішньою футбольною верхівкою та можливим погіршенням діяльності Національної футбольної ліги, клуби-учасниці відмовилися та вирішили створити організацію, яка буде бачити безперебійну роботу ліги професійно та прозоро. У 2003 році була створена та зареєстрована як товариство з обмеженою відповідальністю Прем'єр-ліга Кенії, право власності на яке було розподілено між усіма шістнадцятьма клубами-учасницями, та повинна була приєднатися до Федерації футболу Кенії.
З моменту свого створення 1963 року по 1996 рік турнір мав назву Кенійська національна футбольна ліга, у 1973—1997 роках — Суперліга Кенії, а з 1998 року — Прем'єр-ліга Кенії.

## Корпоративна структура
Прем'єр-ліга Кенії функціонує та працює у формі товариства з обмеженою відповідальністю, зареєстроване в жовтні 2003 року відповідно до Закону про компанії Кенії. Він повністю належить та управляється 18 клубами-членами, причому кожен клуб є акціонером організації. Входить до Федерації футболу Кенії, яка також є акціонером та членом Ради директорів ПЛК. До членів ПЛК бкз права голосу належать Асоціація футбольних тренерів Кенії та Асоціація футбольних арбітрів Кенії.
Нинішній головний виконавчий директор — Джек Огуда, а Френк Окоз — виконавчий директора та прес-офіцер. Окоз також відповідає за логістику.

## Спонсори
Підвищення рівня конкуренції та підвищення відвідуваності матчів чемпіонату, показали, що великі компанії в Кенії починають проявляти інтерес до кенійських клубів. Наразі в чемпіонаті немає титульного спонсорства, але вона має контракт на телетрансляцію матчів з SuperSport. Umbro — є офіційний постачальник форми для арбітрів, а також офіційним постачальником м'ячів.
21 серпня 2012 року прем'єр-ліга Кенії підписала контракт на спонсорську допомогу у розмірі 170 мільйонів кенійських шилінгах (2,02 мільйона доларів США; 1,28 мільйона фунтів стерлінгів; 1,62 мільйона євро) зі Східноафриканськими пивоварнями (East African Breweries), через що турнір було перейменовано в Прем'єр-лігу Тускер, найвигіднішу угоду в історії тогочасного кенійського футболу. 18 жовтня 2012 ліга підписала контракт на 10 мільйонів кенійських шилінгів (117,275 доларів США; 73,242 фунта; 90 052 євро) угоди з Puma, що зробило їх офіційним постачальником м'яча для ліги та її клубів.
6 серпня 2015 року східноафриканська букмекейрська компанія SportPesa, отримала права на перейменування ліги, підписавши контракт з ПЛК на чотири з половиною року, яка, як повідомляється, становила 450 мільйонів кенійських шилінгів (приблизно 4,36 млн доларів, 2,84 млн фунтів стерлінгів або 3,87 млн євро), після чого турнір почав носити назву SportPesa Прем'єр-лігу. Згідно зі спонсорським контрактом між SportPesa та ПЛК 30 жовтня 2015 року виготовили новий трофей, а «Гор Магія», чемпіон 2015 року, став першим володарем нового рофею та назавжди володарем старого трофею. Трофей був виготовлений з латуні в Італії, вага — 12 кг. У 2018 році Sportpesa припинила свою діяльність в Кенії та співпрацю з ПЛК.

## Формат
У кенійській Прем'єр-лізі виступає 18 клубів. Протягом сезону, який традиційно триває з лютого по листопад, але у 2018 році календар зсунили на серпень — травень, кожен клуб грає двічі зі своїм суперником (подвійна кругова система): один раз на своєму домашньому стадіоні та один раз на аналогічному полі суперника, загалом 34 матчі. За перемогу нараховується 3 очки, за нічию — 1 очко. За поразку команда не отримує жодного пункту. Місце команди визначається за загальною кількістю набраних очок, потім різницею забитих та пропущених м'ячів, й лише потім — за найбільшою кількістю забитих м'ячів. Наприкінці кожного сезону клуб з найбільшою кількістю набраних очок визнається чемпіоном. За рівної кількості очок чемпіона визначають за різниця забитих та пропущених м'ячів, а в разі необхідності — за найбільшою кількістю забитих м'ячів. В разі рівності вище вказаних показників переможця визначають за результатами очних протистоянь. Якщо є чемпіонат на чемпіонат, виліт або для кваліфікації до інших змагань, матч-плей-оф на нейтральному місці визначає ранг. Якщо ж в очних матчах зафіксована рівновага, то для визначення переможця чемпіонату або команди, яка понизиться в класі, призначається додатковий матч на нейтральному полі. Дві найгірші команди Прем'єр-ліги вибувають до Національної суперліги, а дві найкращі команди Суперліги виходять до Прем'єр-ліги. 16-а команда Прем'єр-ліги грає плей-оф з третьою найкращою командою з Суперліги на третю путівку в еліту кенійського футболу.
У 2018 році ліга перейшла з календаря лютий/листопад на серпень/травень, щоб привести його у відповідність з іншими країнами. Сезон 2018/19 подолає розрив, який триватиме з грудня 2018 року по липень 2019 року, після чого сезони будуть узгоджуватися з сезонами європейських чемпіонатів.

## Команди-учасниці сезону 2019/20
| Команда                | Місто    | Стадіон                       | Місткість |
| ---------------------- | -------- | ----------------------------- | --------- |
| «АФК Леопардс»         | Найробі  | Національний стадіон Нйайо    | 30 000    |
| «Бандарі»              | Момбаса  | Муніципальний стадіон Момбаса | 10 000    |
| «Кемеліл Шугер»        | Кемеліл  | Спортивний комплекс Кемеліла  | 5000      |
| «Гор Магія»            | Найробі  | Міський стадіон Найробі       | 15 000    |
| «Какамега Хоумбойс»    | Какамега | Бухунгу                       | 5000      |
| «Каріобангі Шаркс»     | Найробі  | Нарок                         | 4000      |
| «Кенія Комершиал Банк» | Найробі  | Міський стадіон Найробі       | 15 000    |
| «Кісуму Ол Старз»      | Кісуму   | Моі                           | 5000      |
| «Матаре Юнайтед»       | Найробі  | Міжнародний стадіон Моі       | 60 000    |
| «Нзоя Шугер»           | Бунгома  | Кандуї                        | 5000      |
| «Поста Рейнджерс»      | Ельдорет | Кіпчоге Кейно                 | 10 000    |
| «Софапака»             | Найробі  | Нарок                         | 4000      |
| «СоНі Шугер»           | Авендо   | Грін Стедіум                  | 5000      |
| «Таскер»               | Меру     | Кінору                        | 60 000    |
| «Улінзі Старз»         | Накуру   | Афрага                        | 8200      |
| «Вазіто»               | Мачакос  | Кеньятта                      | 5000      |
| «Вестерн Стіма»        | Какамега | Бухунгу                       | 5000      |
| «Зу Керічо»            | Керічо   | Грін Стедіум                  | 3000      |

## Головні тренери
Головні тренери в чемпіонаті беруть участь у регулярній роботі своїх команд, включаючи тренування, підготовка команди та придбання гравців. Їх вплив та популярність у клубах варіюються та пов'язані з власнісниками клубу та відносинами тренера з фанатами.
| «АФК Леопардс»      | Нікола Кавазович |
| «Бандарі»           | Кен Одьямбо      |
| «Кемеліл Шугер»     | Френсіс Бараза   |
| «Гор Магія»         | Хассан Откай     |
| «Какамега Хоумбойс» | Пол Нката        |
| «Каріобангі Шаркс»  | Вільям Мулуя     |
| «Матаре Юнайтед»    | Френсіс Кіманзі  |
| Мт Кенія Юнайтед    | Ентоні Мвангі    |
| «Нзоя Шугер»        | Бенард Мвалала   |
| «Поста Рейнджерс»   | Задекія Отьєно   |
| «Софапака»          | Меліс Медо       |
| «СоНі Шугер»        | Салім Бабу       |
| «Тхіка Юнайтед»     | Джон Нджогу      |
| «Таскер»            | Роберт Матано    |
| «Улінзі Старз»      | Дунстан Н'яундо  |
| «Зу Керічо»         | Семмі Окот       |

## Переможці по роках
- 1963 : Накуру Ол Старз (1961) (Накуру)
- 1964 : Луо Юніон (Найробі)
- 1965 : Фейсал (Момбаса)
- 1966 : Абалугія (Найробі)
- 1967 : Абалугія (Найробі)
- 1968 : Гор Магія (Найробі)
- 1969 : не проводився
- 1970 : Абалугія (Найробі)
- 1971 : не проводився
- 1972 : Кенія Брюверіс (Найробі)
- 1973 : Абалугія (Найробі)
- 1974 : Гор Магія (Найробі)
- 1975 : Луо Юніон (Найробі)
- 1976 : Гор Магія (Найробі)
- 1977 : Кенія Брюверіс (Найробі)
- 1978 : Кенія Брюверіс (Найробі)
- 1979 : Гор Магія (Найробі)
- 1980 : АФК Леопардс (Найробі)
- 1981 : АФК Леопардс (Найробі)
- 1982 : АФК Леопардс (Найробі)
- 1983 : Гор Магія (Найробі)
- 1984 : Гор Магія (Найробі)
- 1985 : Гор Магія (Найробі)
- 1986 : АФК Леопардс (Найробі)
- 1987 : Гор Магія (Найробі)
- 1988 : АФК Леопардс (Найробі)
- 1989 : АФК Леопардс (Найробі)
- 1990 : Гор Магія (Найробі)
- 1991 : Гор Магія (Найробі)
- 1992 : АФК Леопардс (Найробі)
- 1993 : Гор Магія (Найробі)
- 1994 : Кенія Брюверіс (Найробі)
- 1995 : Гор Магія (Найробі)
- 1996 : Кенія Брюверіс (Найробі)
- 1997 : Уталії (Руарака)
- 1998 : АФК Леопардс (Найробі)
- 1999 : Кенія Брюверіс (Найробі)
- 2000 : Кенія Брюверіс (Найробі)
- 2001 : Осеріан Фестак (Найваша)
- 2002 : Осеріан Фестак (Найваша)
- 2003 : Юлінізі Старз (Накуру)
- 2004 : Юлінізі Старз (Накуру)
- 2005 : Юлінізі Старз (Накуру)
- 2006 : СоНі Шугер (Авендо)
- 2007 : Таскер (Найробі)
- 2008 : Матаре Юнайтед (Найробі)
- 2009 : Софапака (Найробі)
- 2010 : Юлінізі Старз (Накуру)
- 2011 : Таскер (Найробі)
- 2012 : Таскер (Найробі)
- 2013 : Гор Магія (Найробі)
- 2014 : Гор Магія (Найробі)
- 2015 : Гор Магія (Найробі)
- 2016 : Таскер (Найробі)
- 2017 : Гор Магія (Найробі)
- 2018 : Гор Магія (Найробі)
- 2019 : Гор Магія (Найробі)

Посилання: RSSSF — Кенія — Таблиця чемпіонів

### Переможці Прем'єр ліги за кількістю чемпіонств
| Клуб                   | Переможці | Роки чемпіонств                                                                                               |
| ---------------------- | --------- | --- |
| Гор Магія              | 18        | 1968, 1974, 1976, 1979, 1983, 1984, 1985, 1987, 1990, 1991, 1993, 1995, 2013, 2014, 2015, 2017, 2018, 2018/19 |
| АФК Леопардс           | 12        | 1966, 1967, 1970, 1973, 1980, 1981, 1982, 1986, 1988, 1989, 1992, 1998                                        |
| Таскер                 | 11        | 1972, 1977, 1978, 1994, 1996, 1999, 2000, 2007, 2011, 2012, 2016                                              |
| Юлінізі Старз          | 4         | 2003, 2004, 2005, 2010                                                                                        |
| Луо Юніон              | 2         | 1964, 1975 |
| Осеріан Фестак         | 2         | 2001, 2002 |
| Накуру Ол Старз (1961) | 1         | 1963 |
| Фейсал                 | 1         | 1965 |
| Уталії                 | 1         | 1997 |
| СоНі Шугер             | 1         | 2006 |
| Матаре Юнайтед         | 1         | 2008 |
| Софапака               | 1         | 2009 |

## Найкращі бомбардири
Найбільшою кількістю забитих м'ячів за один сезон відзначився Моріс Очіенг («Гор Магія»), який завершив сезон 1976 року з 26 голами.
| Рік  | Гравець            | Клуб                 | Голи |
| ---- | ------------------ | -------------------- | ---- |
| 2012 | Джон Бараза        | Софапака             | 18   |
| 2013 | Джейкоб Келі       | Кенія Комершиал Банк | 17   |
| 2014 | Ден Ссерункума     | Гор Магія            | 16   |
| 2015 | Джессе Вере        | Таскер               | 22   |
| 2016 | Джон Марк Макватта | Юлінізі Старз        | 15   |
| 2017 | Масуд Жума         | Каріобангі Шаркс     | 17   |
| 2018 | Ерік Капайто       | Каріобангі Шаркс     | 16   |